# Alchemilla hyperborea
Alchemilla hyperborea är en rosväxtart som beskrevs av Sergei Vasilievich Juzepczuk. Alchemilla hyperborea ingår i släktet daggkåpor, och familjen rosväxter. Inga underarter finns listade i Catalogue of Life.